# Birkebeiner
Birkebeiner (březonozí, stará norština: Birkibeinar) byla politická skupina v době norské občanské války. Vznikla jako skupina rebelů kolem uchazeče o trůn Øysteina Møyly (1157–1177) v polovině 70. let 12. století. K moci se dostali s králem Sverre Sigurdssonem v roce 1184, ale plnou kontrolu nad zemí získali až po zvolení Sverreho vnuka králem Håkonem Håkonssonem v roce 1217. Birkibeinerne byl hanlivý název, který vymysleli jejích političtí odpůrci. Po počáteční porážce museli totiž rebelové uprchnout do lesů a aby se chránili před chladem, omotávali a uvazovali si březovou kůru kolem nohou jako kamaše a brnění. (Birke = bříza, beiner= kosti).

## Historie
Birkebeineři vznikli v roce 1174. Dobyli Nidaros roku 1176 v bitvě u ústí řeky Nidelvy a prohlásili Øysteina Møylu v Øretingu (soudní budova) za svého krále. Následně se vzbouřili proti Erlingu Skakkemu a jeho mladému synovi Magnusovi Erlingssonovi, který vládl jako norský král Magnus V. v letech 1161–1184. Erling Skakke byl opatrovníkem krále Ingeho I. Norského a po jeho smrti roku 1161 se mu podařilo dosáhnout zvolení svého malého syna Magnuse Erlingssona norským králem, který pak byl ve věku osmi let v roce 1163 korunován. Erling převzal titul jarl a držel skutečnou moc, protože Magnus byl nezletilý.
V lednu 1177 birkebeineři utrpěli drtivou porážku v bitvě u Re ve Vestfoldu. Øystein z bitvy sice vyvázl živý, byl ale zabit farmářem, když se pokusil požádat o smír. Tato bitva byla poslední zmíněnou v Heimskringle od Snorriho Sturlusona.
Zbytky birkebeinerů se shromáždily kolem Sverreho Sigurdssona, který přišel do Norska v roce 1176 a připojil se k Øysteinu Møylovi. Podařilo se jim – s podporou švédské královské rodiny – získat lodě a plavili se do Nidarosu, kde okamžitě našli spojence. Tam v roce 1177 znovu zaútočili na nejvyššího lendmana města, Erlinga Skakkeho. Erling Skakke byl v bitvě zabit. Birkebeineři předstírali svou porážku a pak zaútočili na soupeře, kteří byli opilí vítězstvím. Říká se, že Sverremu pomohla mlha v Nidarosu, která byla vnímána jako božské znamení. Sága o Sverrisovi vypráví o nelidských útrapách a vítězstvích nad mnohem silnějším nepřítelem. Občanská válka byla tak krutá, že byla zvěčněna v mnoha ságách. Když byl v roce 1177 zabit poslední protikrál Øystein Møyla a nad Nidarosem zavlál Sverreho dračí prapor (wyvern), k moci se dostali birkebeineři. Sverre Sigurdsson se pak stal jejich dalším vůdcem a jako norský král Sverre I. vládl od roku 1184 až do své smrti v roce 1202.
Úspěch birkebeinerů spočíval ve strategii, kterou vyvinul především jejich vůdce Sverre Sigurdsson a která se blížila dnešní guerillové taktice. Sverreho styl válčení se výrazně odchyloval od tradičního bitevního řádu koncentrovaných bojovníků s královským symbolem v čele a v námořním boji se spojenými loděmi. Zůstával spíše v pozadí, řídil vojáky a organizoval je do menších, samostatných a velmi mobilních jednotek. Kritici to často interpretovali jako zbabělost.
Nechal postavit větší lodě s vyššími boky a zbudoval větší opevnění, než bylo dříve v Norsku zvykem, zejména upřednostňoval kamenné hrady. Nevyhýbal se ani bojům v noci, jako v roce 1183 proti Bergenu. V roce 1178 nebo 1179 porazil v bitvě u Kalvskinnu a v roce 1180 v bitvě u Ilevollenu krále Magnuse Erlingssona, syna Erlinga Skakkeho. V roce 1194 se nechal korunovat od biskupů, kteří mu byli nakloněni. Úplné kontroly však bylo dosaženo až v roce 1217 kdy byl zvolen Sverreho vnuk Håkon Håkonsson norským králem. Sverre tak založil šlechtický rod „Sverre-ætt“. Birkebeineři zůstali u moci až do roku 1319, kdy Magnus Eriksson, zvaný také Magnus VII., zdědil norskou korunu a o rok později byl jako Magnus II. zvolen švédským králem. Birkebeineři již byli vládnoucí aristokracií, když proti nim vypuklo nové povstání. Začala poslední fáze občanských válek (1184–1240), bagler války. Jeden příběh však proslavil birkebeinery dodnes:

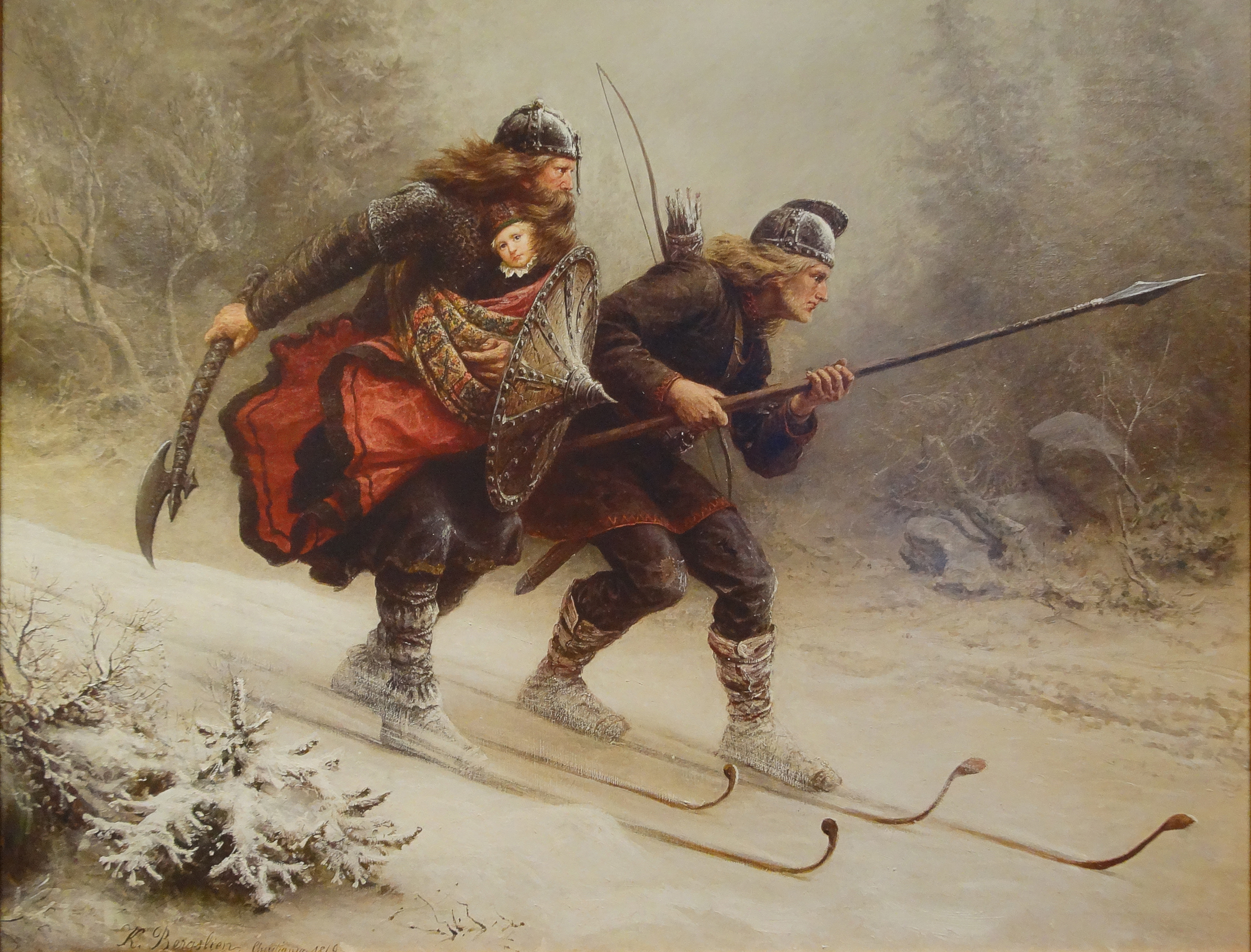
Obraz „The Birkebeinerne“ od Knuda Bergsliena z roku 1869 zobrazuje, jak Birkebeineři Torstein Skevla a Skjervald Skrukka přepravují malého Håkona Håkonssona, královského syna, do Nidarosu v roce 1206.

Král Håkon Sverreson, syn krále Sverreho, právě zemřel a jeho syn, Håkon Håkonsson, se narodil v oblasti ovládané baglery. Skutečnost, že byl synem krále birkebeinerů jej i jeho matku postavila do velmi nebezpečné situace. Bagleři se pokoušeli dítě zabít, protože bylo postavou, kterou birkebeineři ztotožňovali s posvátností krále, „Königsheilem". Proto matka s chlapcem uprchla na sever směrem do Trøndelagu. Právě z tohoto útěku pochází příběh birkebeinerů, kteří s malým chlapcem uprchli na lyžích. Sága uvádí, že ho birkebeineři měli přinést ke králi Inge II. Bardssonovi. Po vánoční přestávce v Lillehammeru (první zmínka o Lillehammeru) se proto dva nejlepší lyžaři, Torstein Skjevla a Skjervald Skrukka, nevydali s dítětem běžnou trasou přes Gudbrandsdalen, ale přes hory do Østerdalenu kvůli baglerům, kteří se očekávali všude, a to v mrazu, závějích a velmi špatném počasí. Na památku tohoto zvláštního činu se od roku 1932 konají závody v běhu na lyžích: Birkebeinerløpet (běh na dlouhou trať kolem 20 km), Birkebeinerrennet (běh na dlouhé tratě, kolem 50 km) a Birkebeinerrittet (cyklistický závod na dlouhé tratě kolem 90 km). Útěk Torsteina Skjevly a Skjervalda Skrukky v roce 1206 je zvěčněn na obraze Birkebeinerne od Knuda Bergsliena z roku 1869 a je každoročně připomínán v Birkebeinerrennet.

## Media
- 1910: dánsky: Kongesøn. (Der Königssohn (Královský syn): Příběh ze starého Norska. Lipsko 1932)
- 2016: norsky: Birkebeinerne (The Last King [3]– Der Erbe des Königs – Schlacht der Könige[4] je norské filmové historické drama režiséra Nilse Gaupa. Příběh inspirovaný skutečnými událostmi se zaměřuje na snahy stoupenců birkebeinerů ochránit malého Haakona Haakonssona, následníka norského trůnu po smrti jeho otce, krále Haakona Sverressona. Film se odehrává v období občanské války v Norsku ve 13. století. Režie: Nils Gaup